# Pseudomyrmex reconditus
Pseudomyrmex reconditus é uma espécie de formiga do género Pseudomyrmex, subfamilia Pseudomyrmecinae. Esta espécie foi descrita cientificamente por Ward em 1993.

## Distribuição
Encontra-se em Nicarágua.